# Cornelis Delhez
Cornelis Josephus Delhez (Steenbergen, 22 augustus 1899 - Bergen-Belsen, 31 mei 1945) was een Nederlands verzetsstrijder.

## Leven
Cornelis Josephus Delhez is geboren in Steenbergen waar hij bode was van het gemeentebestuur. Tijdens de oorlog gaat Delhez, net als zijn jongere broer Marinus Delhez, in het verzet. Op 23 juli 1943 wordt Marinus gearresteerd waarna hij nooit meer zal terugkeren.
Ook Cornelis wordt later dat jaar gearresteerd en overlijdt op 31 mei 1945 in het concentratiekamp Bergen-Belsen, 23 dagen na de onvoorwaardelijke overgave van Duitsland, op vijfenveertigjarige leeftijd.

## Herdenking
Ieder jaar wordt tijdens de dodenherdenking in Steenbergen de namen opgelezen van alle Steenbergenaren die tijdens de Tweede Wereldoorlog om zijn gekomen. Ook is er een straat ('Gebroeders Delhezstraat') naar Cornelis en zijn broer Marinus vernoemd, deze bevindt zich in Steenbergen-Noord.